# Траянос Гагос
Траянос Гагос (на гръцки: Τραϊανός Γάγος) е виден гръцки папиролог.

## Биография
Роден е в 1960 година в кукушкото село Църна река (на гръцки: Карпи). Отраства в Тумба. Учи класическа филология в Янинския университет, който завършва през 1983 година. Защитава докторат в Университет „Дюк“ в Дърам, Северна Каролина, през 1987 г.
Преподава в Мичиганския университет в Ан Арбър от 2008 година.
Траянос Гагос умира през 2010 година в Ан Арбър.